# Saint-Martin-aux-Buneaux
Saint-Martin-aux-Buneaux és un municipi francès situat al departament del Sena Marítim i a la regió de Normandia. L'any 2007 tenia 660 habitants.

## Demografia

### Població
El 2007 la població de fet de Saint-Martin-aux-Buneaux era de 660 persones. Hi havia 248 famílies de les quals 60 eren unipersonals (32 homes vivint sols i 28 dones vivint soles), 72 parelles sense fills, 92 parelles amb fills i 24 famílies monoparentals amb fills.
La població ha evolucionat segons el següent gràfic:
Habitants censats

### Habitatges
El 2007 hi havia 612 habitatges, 255 eren l'habitatge principal de la família, 334 eren segones residències i 24 estaven desocupats. 566 eren cases i 27 eren apartaments. Dels 255 habitatges principals, 188 estaven ocupats pels seus propietaris, 63 estaven llogats i ocupats pels llogaters i 4 estaven cedits a títol gratuït; 1 tenia una cambra, 10 en tenien dues, 45 en tenien tres, 74 en tenien quatre i 125 en tenien cinc o més. 221 habitatges disposaven pel capbaix d'una plaça de pàrquing. A 144 habitatges hi havia un automòbil i a 85 n'hi havia dos o més.

### Piràmide de població
La piràmide de població per edats i sexe el 2009 era:
| Homes | Edats   | Dones |
| ----- | ------- | ----- |
| 0     | 95 o +  | 0     |
| 4     | 90 a 94 | 0     |
| 12    | 85 a 89 | 8     |
| 8     | 80 a 84 | 0     |
| 0     | 75 a 79 | 12    |
| 8     | 70 a 74 | 4     |
| 20    | 65 a 69 | 8     |
| 20    | 60 a 64 | 24    |
| 4     | 55 a 59 | 12    |
| 12    | 50 a 54 | 16    |
| 24    | 45 a 49 | 20    |
| 28    | 40 a 44 | 8     |
| 12    | 35 a 39 | 20    |
| 36    | 30 a 34 | 40    |
| 16    | 25 a 29 | 12    |
| 8     | 20 a 24 | 4     |
| 20    | 15 a 19 | 8     |
| 32    | 10 a 14 | 20    |
| 8     | 5 a 9   | 32    |
| 40    | 0 a 4   | 20    |

## Economia
El 2007 la població en edat de treballar era de 393 persones, 261 eren actives i 132 eren inactives. De les 261 persones actives 231 estaven ocupades (131 homes i 100 dones) i 30 estaven aturades (17 homes i 13 dones). De les 132 persones inactives 42 estaven jubilades, 29 estaven estudiant i 61 estaven classificades com a «altres inactius».

### Ingressos
El 2009 a Saint-Martin-aux-Buneaux hi havia 275 unitats fiscals que integraven 712 persones, la mediana anual d'ingressos fiscals per persona era de 15.419 €.

### Activitats econòmiques
Dels 21 establiments que hi havia el 2007, 1 era d'una empresa de fabricació d'altres productes industrials, 6 d'empreses de construcció, 6 d'empreses de comerç i reparació d'automòbils, 1 d'una empresa de transport, 3 d'empreses d'hostatgeria i restauració, 1 d'una empresa de serveis i 3 d'empreses classificades com a «altres activitats de serveis».
Dels 9 establiments de servei als particulars que hi havia el 2009, 1 era una oficina de correu, 3 fusteries, 1 lampisteria, 1 electricista, 1 empresa de construcció, 1 perruqueria i 1 restaurant.
L'únic establiment comercial que hi havia el 2009 era una botiga de menys de 120 m².
L'any 2000 a Saint-Martin-aux-Buneaux hi havia 9 explotacions agrícoles que ocupaven un total de 568 hectàrees.

## Equipaments sanitaris i escolars
El 2009 hi havia una escola elemental.

## Poblacions més properes
El següent diagrama mostra les poblacions més properes.